# Efeito de ancoragem

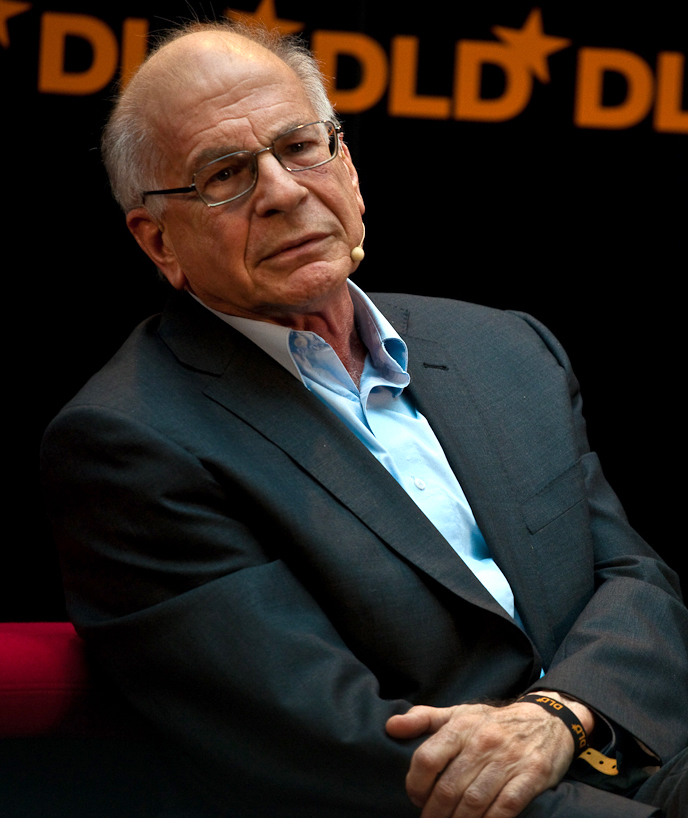
Daniel Kahneman, um dos primeiros pesquisadores a estudar o fenômeno da linguagem

O efeito de ancoragem ou focalismo é um viés cognitivo que descreve a comum tendência humana para se basear de forma intensa, ou de se "ancorar", a uma característica ou parte da informação recebida, quando em processo de tomada de decisão. Dito de outra forma, designa a dificuldade de alguém em se afastar da influência de uma primeira impressão.
No domínio da decisão, Tversky e Kahneman descreveram a heurística ancoragem-ajustamento e explicam que certos erros são resultado de um ajustamento insuficiente.
Em programação neurolinguística, é um processo que associa inconsciente e automaticamente uma reacção interna a um estímulo exterior.
Este efeito está relacionado ao pensamento humano como um todo, molda e lapida as opiniões das pessoas através de suas vivências. Muitas vezes, o efeito ancoragem se dá pelo inconsciente para se realizar tomadas de decisões.

## Teoria do charuto
Para comprovar o efeito ancoragem, há uma simulação onde pessoas escrevem seu dois últimos números do CPF em um papel. Logo após, o orientador cria um cenário em que a pessoa deve dar de presente um charuto a outra qualquer e escrever o valor que pagaria pelo mesmo ao lado dos números do CPF. O resultado comprova que: quanto maior o número do CPF da pessoa, a tendência é de que maior será o valor agregado ao charuto. A explicação se dá pelo simples fato de muitas pessoas não terem a ancoragem de um charuto na sua vivência e mesmo assim  inconscientemente o cérebro busca através de uma ancoragem, a resposta para o preço do charuto. Como o número do CPF é a única ancoragem dada ao cérebro, ele se baseia nela para dar a resposta.

## Ancoragem em vendas
A ancoragem foi uma descoberta que logo foi adotada pelos estrategistas de vendas. A teoria do charuto, basicamente, mostrou aos especialistas que eles poderiam usar recursos psicológicos em suas vendas.[carece de fontes?] Existem diversas formas em que a ancoragem pode ser usada na venda de produtos/serviços. Como, por exemplo:

### Preços
Visitando sites de compras online - ou mesmo no comércio físico - é comum ver vitrines com etiquetas de preços onde o valor antigo está tachado e o novo é destacado logo ao lado ou abaixo. Isso serve para que o comprador compare o preço antigo com o novo, veja o tamanho do desconto e entenda que é um bom negócio fazer a aquisição.
Por exemplo, uma camiseta que custa R$ 100,00 pode parecer cara. Mas, se na etiqueta estiver marcado que - antes disso - seu preço era de R$ 200,00 - comprá-la passa a ser um bom negócio, com um desconto de 100 reais.[carece de fontes?]

### Planos mensais x anuais
Para incentivar compras recorrentes, empresas que oferecem serviços por assinatura - academias, softwares, etc - geralmente utilizam a ancoragem para mostrar a vantagem econômica de se assinar o contrato anual, em vez do mensal. Por isso, geralmente, mostram as duas alternativas de planos, destacando o valor menor para o plano anual - ou uma pequena diferença, onde são usados serviços ou benefícios exclusivos para condicionar o consumidor a assinar o plano anual.
Por exemplo, uma academia oferece planos mensais, e anuais, onde o primeiro custa R$ 100, o segundo R$ 80. A intenção é fazer com que os alunos sintam que vale mais a pena assinar o anual.[carece de fontes?]

### Packsx unitários
Super mercados geralmente usam essa técnica de ancoragem, onde uma única latinha de cerveja custa R$ 5,00, mas no pack com 12 unidade, cada latinha sai por R$ 3,50, por exemplo. Isso pode ser usado em praticamente qualquer produto: aparelhos de barbear, sabonetes, barras de chocolates, etc.[carece de fontes?]

### Ancoragem no valor intermediário
Uma das mais tradicionais estratégias da ancoragem em vendas é apresentar 3 produtos de faixas de preços diferentes, ancorar o comprador no valor intermediário e - então - tentar vender o produto mais caro. Com o comprador ancorado no intermediário, ou ele irá optar por este, ou pelo mais caro.

Isso também é usado para vender pizzas (tamanhos broto, médio ou grande), combos (pipoca 100g + 1 refri 200ml/pipoca 150g + refri 250ml/pipoca 300g + refri 350 ml), e muitas outras coisas.[carece de fontes?]